# Philarachnis xerophaga
Philarachnis xerophaga är en fjärilsart som beskrevs av Edward Meyrick 1914. Philarachnis xerophaga ingår i släktet Philarachnis och familjen Lecithoceridae. Inga underarter finns listade i Catalogue of Life.